# Овернь
Овернь (фр. Auvergne) — історична провінція в центрі Франції та історичний регіон з 1 січня 2016 у складі регіону Овернь-Рона-Альпи, що складається з департаментів Альє, Канталь, Верхня Луара і Пюі-де-Дом.

## Географія

Сучасна карта традиційних земель Оверні

Площа — 26 тис. км². 
Столиця — Клермон-Ферран. 
Гориста місцевість, складається переважно з гірських порід вулканічного походження.

## Світлини

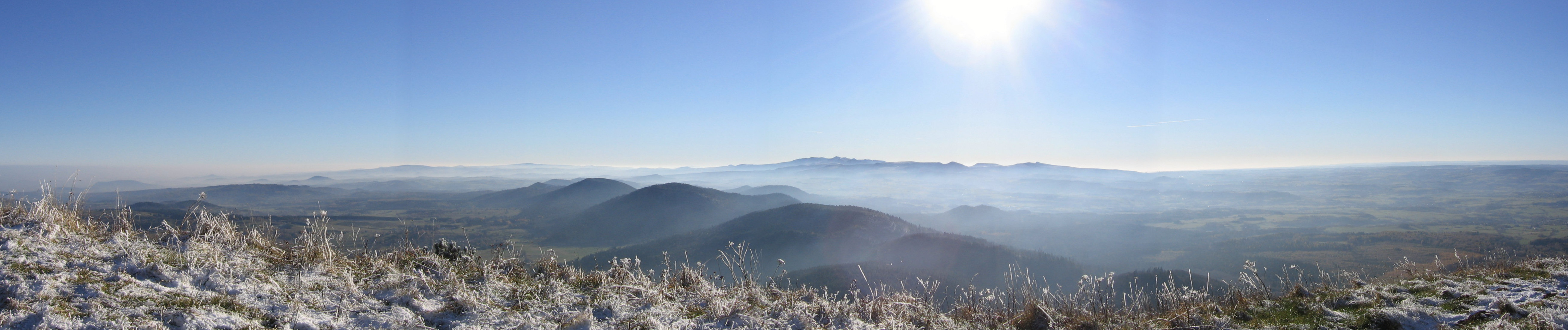
Панорамний вид з вершини згаслого вулкану Пюї-де-Дом

## Історія
Провінція названа іменем давнього галльського племені арвернів, вождь якого, Верцингеторикс, керував повстанням проти римлян у 52 до н. е..
У XIV столітті Овернь була розділена на Овернське герцогство, Овернське графство і Овернський дофінат. Герцогство і дофінат були об'єднані герцогами Бурбонами до конфіскації Франциском І в 1527 році. Овернське графство увійшло до складу Французького королівства в 1615 році.

## Господарство
Розвинене скотарство, виноробство і виробництво сиру.